# 戴维·克莱纳曼
戴维·克莱纳曼爵士（David Klenerman，1959年—），英国生物化学家，剑桥大学化学系生物物理化学教授，剑桥大学基督学院会员。他最为人所知的贡献是在下一代DNA测序领域（随后促成了他参与创立高速DNA测序公司Solexa），以及研发基于纳米吸管的扫描离子电导显微镜和超分辨率显微镜。

## 早年
克莱纳曼的父母都是南非犹太人。他在剑桥大学接受教育，在剑桥基督学院念完本科，于1982年获得学士学位。1986年，他作为剑桥丘吉尔学院的研究生获得了化学博士学位，导师是伊恩·威廉·穆里森·史密斯。

## 研究生涯
在获得博士学位后，克莱纳曼以富布赖特学者的身份前往斯坦福大学，在Richard Zare指导下研究高泛音化学。在斯坦福大学完成博士后研究后，他回到英国，在英国石油研究公司工作了七年。1994年，他加入了剑桥大学，担任化学系教师和基督学院研究员。
克莱纳曼和尚卡尔·巴拉苏布拉马尼安一起发明了一种下一代的DNA测序方法，这种方法今天通常被称为Solexa测序或Illumina染料测序。